# Anthony Mandrea
Anthony Louis Mandrea (ur. 25 grudnia 1996 w Grasse) – algierski piłkarz grający na pozycji środkowego obrońcy. Od 2022 jest zawodnikiem klubu SM Caen.

## Kariera klubowa
Swoją karierę piłkarską Mandrea rozpoczynał w juniorach takich klubów jak: US Pegomas (2002-2009) i OGC Nice (2009-2013). W 2013 roku awansował do rezerw Nice, a 3 listopada 2013 zaliczył swój debiut w pierwszym zespole w Ligue 1 w przerganym 1:2 domowym meczu z Girondins Bordeaux. Do 2016 roku grał jednak jedynie w rezerwach Nice, a mecz z Bordeaux był jego jedynym w pierwszym zespole.
Latem 2016 Mandrea odszedł do Angers SCO. Przez pierwsze cztery sezony grał w jego rezerwach, a w sezonie 2020/2021 był z niego wypożyczony do SO Cholet. W 2021 stał się członkiem pierwszego zespołu Angers. Swój debiut w nim zanotował 20 marca 2022 w zwycięskim 1:0 domowym spotkaniu ze Stade Brestois 29.
Latem 2023 Mandrea został piłkarzem klubu SM Caen. W nim swój debiut zaliczył 30 lipca 2022 w wygranym 1:0 wyjazdowym meczu z Nîmes Olympique.
| Sezon   | Klub         | Kraj    | Rozgrywki              | Mecze | Bramki |
| ------- | ------------ | ------- | ---------------------- | ----- | ------ |
| 2013/14 | OGC Nice B   | Francja | CFA                    | 1     | 0      |
| 2013/14 | OGC Nice     | Francja | Ligue 1                | 1     | 0      |
| 2014/15 | OGC Nice B   | Francja | CFA                    | 0     | 0      |
| 2015/16 | OGC Nice B   | Francja | CFA                    | 10    | 0      |
| 2016/17 | Angers SCO B | Francja | CFA 2                  | 6     | 0      |
| 2017/18 | Angers SCO B | Francja | Championnat National 3 | 19    | 0      |
| 2018/19 | Angers SCO B | Francja | Championnat National 3 | 19    | 0      |
| 2019/20 | Angers SCO B | Francja | Championnat National 2 | 15    | 0      |
| 2020/21 | SO Cholet    | Francja | Championnat National   | 32    | 0      |
| 2021/22 | Angers SCO   | Francja | Ligue 1                | 10    | 0      |
| 2022/23 | SM Caen      | Francja | Ligue 2                | 37    | 0      |
| 2023/24 | SM Caen      | Francja | Ligue 2                | 34    | 0      |

## Kariera reprezentacyjna
W reprezentacji Algierii Mandrea zadebiutował 12 czerwca 2022 w wygranym 2:1 towarzyskim meczu z Iranem, rozegranym w Dosze. W 2024 roku został powołany do kadry na Puchar Narodów Afryki 2023. W tym turnieju rozegrał trzy mecze grupowe: z Angolą (1:1), z Burkiną Faso (2:2) i z Mauretanią (0:1).